# わかる国語 だいすきな20冊
『わかる国語 だいすきな20冊』（わかるこくご だいすきなにじゅっさつ）は、2003年4月9日から2006年3月15日までNHK教育テレビジョンで放送されていた小学校4年生・5年生・6年生向けの学校放送（教科：国語）である。

## 概要
毎回1冊の本を取り上げ、それを大竹しのぶによる朗読と大林宣彦、ねじめ正一、鴻上尚史のいずれかによる解説で紹介。子供たちを集めてのトークも行っていた。

## 放送時間
いずれも日本標準時。
| 期間                         | 放送時間             |
| ---------------------------- | -------------------- |
| 2003年4月9日 - 2004年3月17日 | 水曜日 10:00 - 10:15 |
| 2004年4月8日 - 2005年3月17日 | 木曜日 10:00 - 10:15 |
| 2005年4月6日 - 2006年3月15日 | 水曜日 10:45 - 11:00 |

## 放送リスト
| 初回放送日     | 先生役     | 取り上げた作品        | 著者               |
| -------------- | ---------- | --------------------- | ------------------ |
| 2003年4月9日   | 大林宣彦   | 花豆の煮えるまで      | 安房直子           |
| 2003年4月23日  | ねじめ正一 | さようなら            | 谷川俊太郎         |
| 2003年5月14日  | 鴻上尚史   | 花とひみつ            | 星新一             |
| 2003年5月28日  | 大林宣彦   | セロ弾きのゴーシュ    | 宮沢賢治           |
| 2003年6月11日  | ねじめ正一 | ちっちゃな家族        | 石井睦美           |
| 2003年6月25日  | 鴻上尚史   | ぽけっとの海          | 今江祥智           |
| 2003年7月9日   | 大林宣彦   | ふたりのイーダ        | 松谷みよ子         |
| 2003年8月27日  | ねじめ正一 | ズッコケ㊙大作戦      | 那須正幹           |
| 2003年9月17日  | 鴻上尚史   | 大漁                  | 金子みすゞ         |
| 2003年10月1日  | 大林宣彦   | ぼくがぼくであること  | 山中恒             |
| 2003年10月15日 | ねじめ正一 | 夏の庭                | 湯本香樹実         |
| 2003年10月29日 | 鴻上尚史   | 決定版 十一ぴきのネコ |                    |
| 2003年11月12日 | 大林宣彦   | 蜘蛛の糸              | 芥川龍之介         |
| 2003年11月26日 | ねじめ正一 | 俳句                  | 小林一茶、正岡子規 |
| 2003年12月10日 | 鴻上尚史   | 走れメロス            | 太宰治             |
| 2004年1月7日   | 大林宣彦   | 怪人二十面相          | 江戸川乱歩         |
| 2004年1月28日  | ねじめ正一 | てつがくのライオン    | 工藤直子           |
| 2004年2月13日  | 鴻上尚史   | 狂言・附子            |                    |
| 2004年2月25日  | 大林宣彦   | 天使のいる教室        | 宮川ひろ           |
| 2004年3月10日  | ねじめ正一 | 闇の守り人            | 上橋菜穂子         |
| 2004年11月25日 | 大林宣彦   | ハッピーバースデー    | 青木和雄           |